# Mîleaci, Dubrovîțea
Mîleaci (în ucraineană Миляч) este localitatea de reședință a comunei Mîleaci din raionul Dubrovîțea, regiunea Rivne, Ucraina.

## Demografie
Componența lingvistică a localității Mîleaci
     Ucraineană (99,82%)
     Alte limbi (0,18%)
Conform recensământului din 2001, majoritatea populației localității Mîleaci era vorbitoare de ucraineană (99,82%), existând în minoritate și vorbitori de alte limbi.